# Breach
Breach is een Amerikaanse thriller/misdaadfilm uit 2007, geregisseerd door Billy Ray en geproduceerd door Scott Kroop, Adam Merims en Scott Strauss. De hoofdrollen worden vertolkt door Chris Cooper, Ryan Phillippe en Laura Linney.

## Verhaal
De film gaat over FBI-agent Eric O'Neill (Ryan Phillippe), die wordt uitgekozen om voor een geheime divisie binnen de organisatie te werken. De uitverkoren agent komt erachter dat zijn mentor (Chris Cooper) de grootste bedreiging vormt voor de nationale veiligheid.

## Rolbezetting
| Acteur             | Personage       |
| ------------------ | --------------- |
| Chris Cooper       | Robert Hanssen  |
| Ryan Phillippe     | Eric O'Neill    |
| Laura Linney       | Kate Burroughs  |
| Caroline Dhavernas | Juliana O'Neill |
| Dennis Haysbert    | Dean Plesac     |
| Gary Cole          | Rich Garces     |
| Kathleen Quinlan   | Bonnie Hanssen  |
| Bruce Davison      | John O'Neill    |
| Tom Barnett        | Jim Olsen       |
| Jonathan Watton    | Geddes          |
| Jonathan Potts     | D.I.A. Suit     |
| David Huband       | Fotograaf       |
| Catherine Burdon   | Agent Nece      |
| Scott Gibson       | Agent Sherin    |